# Серкелвілл (Юта)
Серкелвілл (англ. Circleville) — місто (англ. town) в США, в окрузі Пают штату Юта. Населення — 550 осіб (2020).

## Географія
Серкелвілл розташований за координатами 38°9′58″ пн. ш. 112°15′57″ зх. д. / 38.16611° пн. ш. 112.26583° зх. д. (38.166131, -112.265838).  За даними Бюро перепису населення США в 2010 році місто мало площу 23,52 км², уся площа — суходіл. В 2017 році площа становила 28,60 км², уся площа — суходіл.

## Демографія
Згідно з переписом 2010 року, у місті мешкало 547 осіб у 194 домогосподарствах у складі 151 родини. Густота населення становила 23 особи/км².  Було 260 помешкань (11/км²).
Расовий склад населення:
| - 89,2 % — білих - 0,2 % — вихідців з тихоокеанських островів - 0,2 % — корінних американців - 0,2 % — чорних або афроамериканців - 7,7 % — осіб інших рас |

До двох чи більше рас належало 2,6 %. Частка іспаномовних становила 17,0 % від усіх жителів.
За віковим діапазоном населення розподілялося таким чином: 30,5 % — особи молодші 18 років, 50,9 % — особи у віці 18—64 років, 18,6 % — особи у віці 65 років та старші. Медіана віку мешканця становила 37,1 року. На 100 осіб жіночої статі у місті припадало 94,7 чоловіків;  на 100 жінок у віці від 18 років та старших — 104,3 чоловіків також старших 18 років.
Середній дохід на одне домашнє господарство  становив 48 957 доларів США (медіана — 42 500), а середній дохід на одну сім'ю — 58 450 доларів (медіана — 54 167). Медіана доходів становила 35 294 долари для чоловіків та 43 850 доларів для жінок. За межею бідності перебувало 18,7 % осіб, у тому числі 29,0 % дітей у віці до 18 років та 14,8 % осіб у віці 65 років та старших.
Цивільне працевлаштоване населення становило 254 особи. Основні галузі зайнятості: освіта, охорона здоров'я та соціальна допомога — 22,8 %, сільське господарство, лісництво, риболовля — 14,2 %, виробництво — 12,6 %.